# Melanopsis tricarinata
Melanopsis tricarinata is een slakkensoort uit de familie van de Melanopsidae. De wetenschappelijke naam van de soort is voor het eerst geldig gepubliceerd in 1789 door Bruguiere.